# Gratian
Gratian (latin: Flavius Gratianus), romersk kejser 4. august 367 – 25. august 383. Som den første kejser favoriserede han kristendommen på bekostning af den traditionelle religion, han afviste alle hedenske titler som  pontifex maximus og han forbød alle religiøse ceremonier i senatet.

## Levned
Gratian var søn af den romerske kejser Valentinian 1. og Marina Severa. Han blev født 18. april eller 23. maj 359 i Sirmium Pannonien og blev opkaldt efter sin bedstefar Gratianus d. ældre. Som dreng blev Gratian udnævnt til medkejser (Augustus) af sin far, Valentinian 1. I 367 blev faderens bror Valens ligeledes medkejser. Da Valentinian 1. døde i 375 var det dog Gratians yngre halvbroder Valentinian 2., som blev udnævnt til vestromersk kejser af tropperne i Pannonien. Gratian accepterede afgørelsen og overlod den formelle kejserværdighed til Valentinian 2.  Han beholdt selv overhøjheden over de galliske provinser, mens Valentinian fik de øvrige provinser. Reelt forblev magten over det vestromerske rige dog i Gratians hænder, og de østlige forblev under Valens' kontrol.
I august 378 døde Valens i et slag ved Adrianopel, da han ikke ville vente på at Gratian nåede frem med forstærkninger. Resultatet blev, at to tredjedele af den østromerske hær blev udslettet af goterne. Gratian sad nu også med magten over de østromerske provinser, men han følte, at opgaven med at regere hele riget var for stor. Derfor udnævnte han 19. januar 379 Theodosius I til østromersk kejser, og sammen besejrede de goterne på Balkan i Goterkrigen (377–382).
Efter nogle år mistede Gratian den energi hvormed han havde begyndt sin regering og forsømte sine pligter som regent, og han kom med tiden under stærk indflydelse af sin frankiske general Merobaudes og biskoppen af Milano, Ambrosius. Hans popularitet var stærkt faldende i den romerske befolkning, især da han ansatte en gruppe alaner som sine livvagter og offentligt optrådte klædt som en skytisk kriger; i en periode med hyppige invasioner af barbarer var det ikke populært. En romersk general Magnus Maximus udnyttede utilfredsheden og indledte et oprør i Britannien, hvorfra han invaderede Gallien med en stor hær. Gratian, som opholdt sig i Lutetia (Paris), blev svigtet af sine mænd og flygtede til Lugdunum (Lyon), hvor byens guvernør udleverede ham til oprørene, som henrettede ham den 25. august 383.

## Favorisering af kristendommen
For kristendommen blev Gratians regering en vigtig epoke for udviklingen af den moderne kirke, idet den første gang blev den helt dominerede religion i hele Romerriget. Under Ambrosius' indflydelse forbød Gratian den offentlige dyrkelse af den traditionelle hedenske religion, han fjernede sejrsalteret fra Senatet, trods protester fra flere medlemmer, konfiskerede dets indtægter, og han inddrog vestalindernes ejendom og fratog dem og de øvrige præsteskaber alle privilegier. Samtidigt nægtede han at bære titlen Pontifex maximus, men overlod den til paven. Trods disse tiltag besluttede senatet, som det var blevet tradition, alligevel at deificere ham efter hans død. 
Gratian udstedte et edikt, som påbød alle kristne at  bekende sig til biskopperne af Rom og Alexandrias tro, (dvs. følge Nikæa), det rettede sig primært mod arianerne. Men mindre sekter, som afveg fra den ortodokse kirke blev også ramt.